# جون وايت (سياسي بريطاني)
جون وايت (بالإنجليزية: John White)‏ هو سياسي بريطاني، ولد في 1950 في بلفاست في المملكة المتحدة. حزبياً، نشط في Ulster Democratic Party ‏.